# Mathilde (planetoïde)
(253) Mathilde is een planetoïde die zich bevindt in de hoofdgordel tussen Mars en Jupiter. Het perihelium is 1,94 AE. Mathilde werd ontdekt in 1885 door Johann Palisa in Wenen en zou genoemd zijn naar de vrouw van de sterrenkundige Moritz Loewy.
Mathilde wordt volgens zijn spectraalklasse (dus volgens zijn samenstelling en zijn albedo lichtweerkaatsing), ingedeeld in het C-type. Dit type is zeer donker, ongeveer dezelfde samenstelling als de zon, maar geen waterstof, helium of andere vluchtige stoffen.
Mathilde is slechts voor de helft in kaart gebracht, maar heeft in het bekende deel minstens 5 kraters van meer dan 20 km doorsnede.
De ruimtesonde NEAR Shoemaker kwam voorbij Mathilde op 27 juni 1997 op weg naar de planetoïde Eros.